# Steve Biddulph

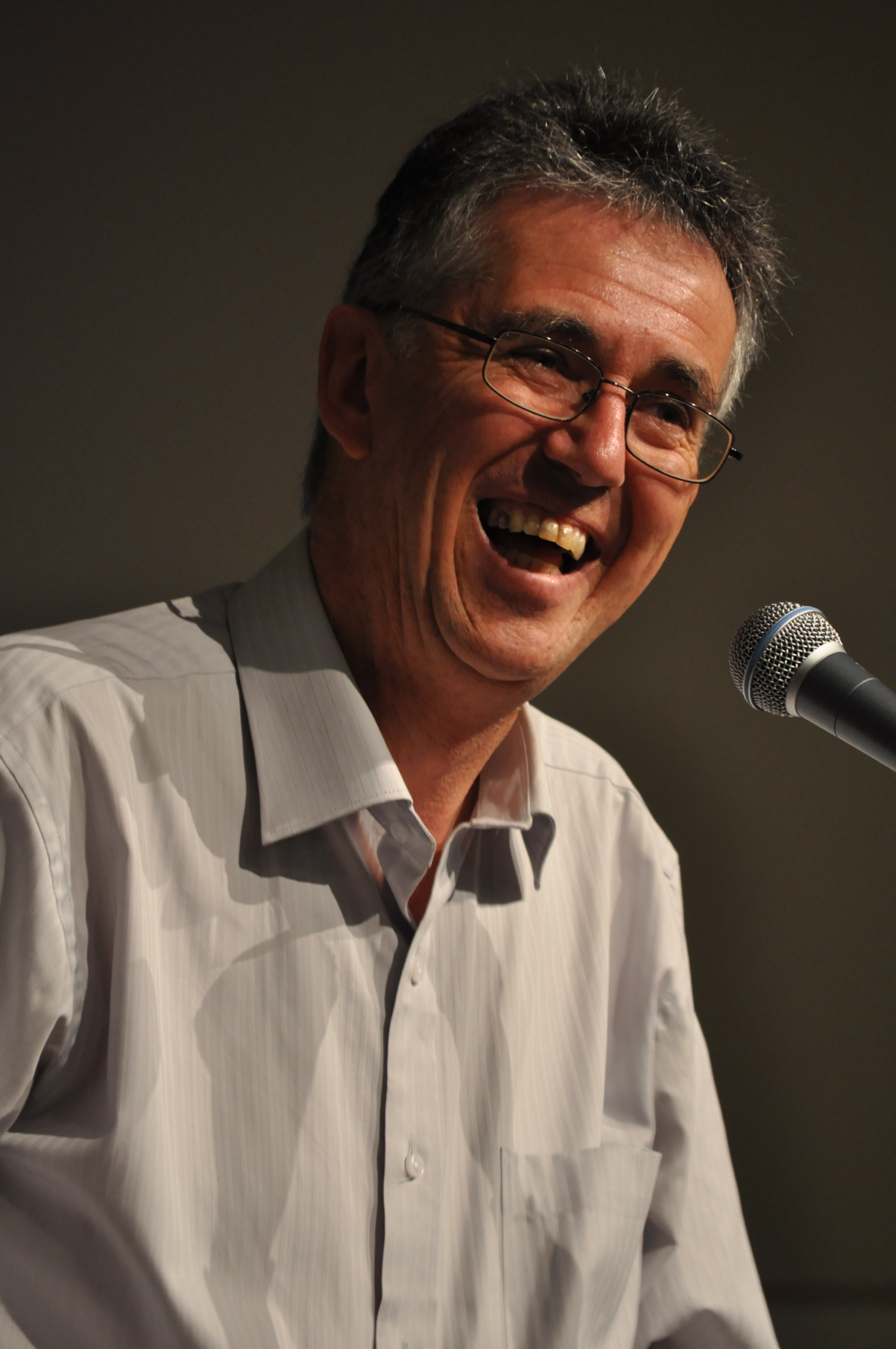
Steve Biddulph

Steve Biddulph (Yorkshire, 1953) is een Australisch psycholoog. Hij is de auteur van een aantal invloedrijke boeken over het familieleven, ouderschap en opvoedkunde. Hij heeft tevens gepleit voor de menselijke behandeling van vluchtelingen in zijn vaderland.
In zijn boeken probeert hij onder andere aan te tonen dat kinderopvang in slecht is voor jonge kinderen. Biddulph benadrukt in een aantal van zijn boeken het belang van vaders voor de ontwikkeling van kinderen. Hij bekritiseert het gemak waarmee ouders scheiden.

## Oeuvre
- The Secret of Happy Children
- More Secrets of Happy Children
- The Making of Love
- Manhood
- Raising Boys
- Raising Babies